# A Romance of the Redwoods
A Romance of the Redwoods é um filme de drama mudo norte-americano de 1917, dirigido por Cecil B. DeMille e estrelado por Mary Pickford.
Uma cópia do filme está conservada no George Eastman House.

## Elenco
- Mary Pickford - Jenny Lawrence
- Elliott Dexter
- Tully Marshall - Sam Sparks
- Raymond Hatton - Dick Roland
- Charles Ogle - Jim Lyn
- Walter Long - Xerife
- Winter Hall - John Lawrence